# Saint-Martin-d'Heuille
Saint-Martin-d'Heuille é uma comuna francesa na região administrativa de Borgonha-Franco-Condado, no departamento Nièvre. Estende-se por uma área de 13,21 km². Em 2010 a comuna tinha 596 habitantes (densidade: 45,1 hab./km²).